# Orthogrimmia arenaria
Orthogrimmia arenaria là một loài Rêu trong họ Grimmiaceae. Loài này được (Hampe) Ochyra & Żarnowiec mô tả khoa học đầu tiên năm 2003.